# Nije Veld
Nije Veld is een wijk in Nijmegen. De naam van deze wijk als geheel is niet zo bekend als de namen van de drie subbuurten waaruit deze statistische wijk is opgebouwd, namelijk Willemskwartier, Landbouwbuurt en Muntenbuurt. Aanvankelijk heette de wijk zelf Willemskwartier, de huidige naam Nije Veld dateert uit 1960.
Op 1 januari 2023 telde de wijk 5.510 inwoners, verdeeld over 2.745 woningen, met een gemiddelde WOZ-waarde van € 323.000, op een oppervlakte van 0,8 km².

## Willemskwartier
Willemskwartier (voorheen Willemswegkwartier) is dus tegenwoordig geen wijk op zich. De naam van deze subbuurt is afgeleid van de Willemsweg, de weg die daar sinds 1904 lag met een aantal toen gebouwde grote boven-en benedenwoningen met voortuin. Deze weg eindigde in het veld (het Nije Veld) ter hoogte van huisnummer 118, op het kruispunt van de huidige De Genestetlaan. Hier liep een pad naar de Groenestraat, richting kerk. 
Pas in 1917 werd er een tuinwijk gebouwd met namen van Nederlandse dichters: de Dichtersbuurt, later hernoemd tot het Willemskwartier.

## Landbouwbuurt
De Landbouwbuurt is ontstaan vanaf 1940. Deze buurt ligt ingeklemd tussen de Muntweg, Groenestraat, Wezenlaan, Goffertweg, Slotemaker de Bruïneweg, en de spoorlijn Nijmegen - Den Bosch.

## Muntenbuurt
De Muntenbuurt ligt tegenover de Landbouwbuurt, aan de overzijde van de Muntweg. Deze buurt is halverwege de jaren 1980 gebouwd op een voormalig bedrijfsterrein.

## Afbeeldingen

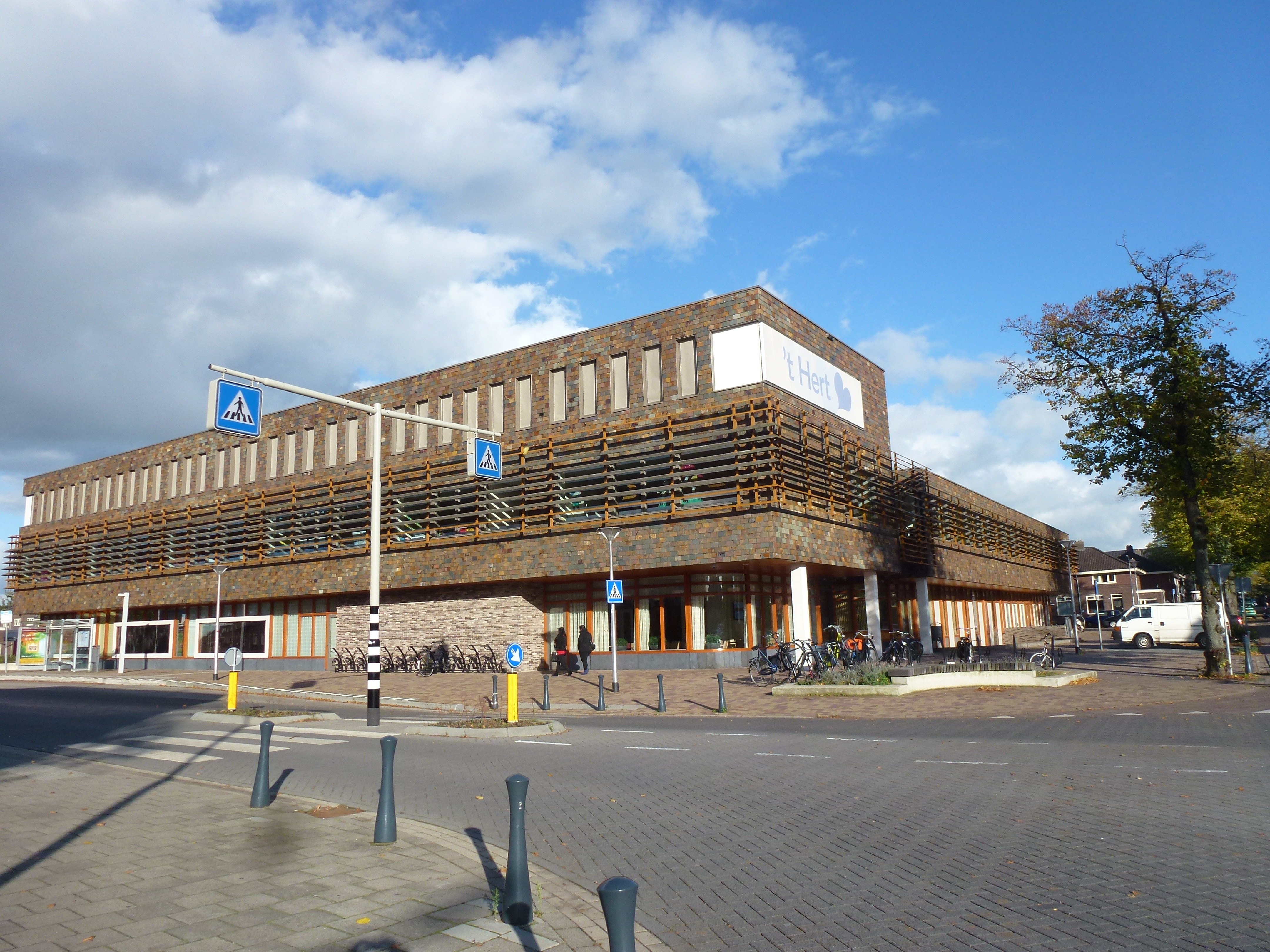
Wijkgebouw 't Hert, Willemsweg
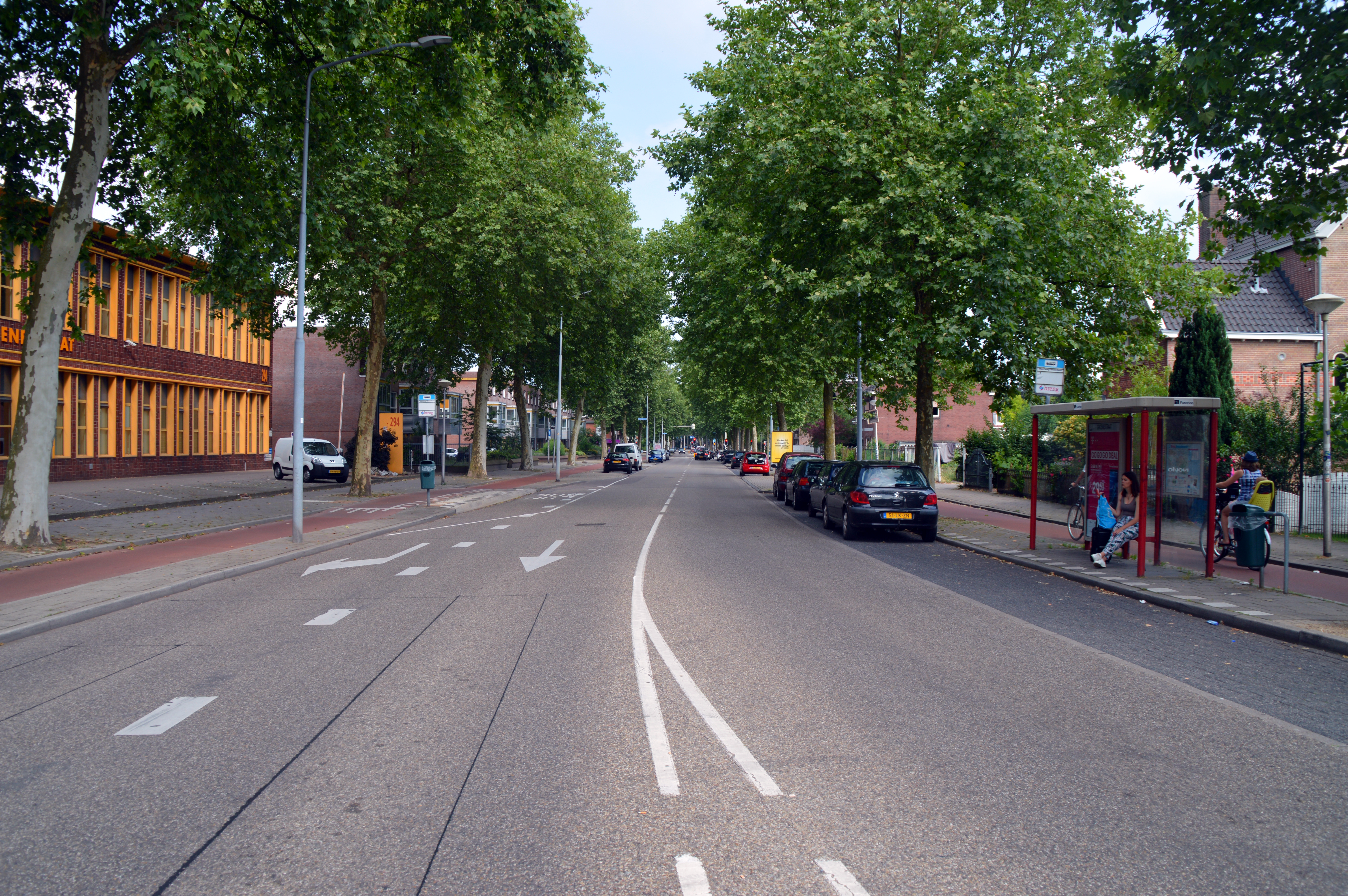
Groenestraat vanaf het westen gezien
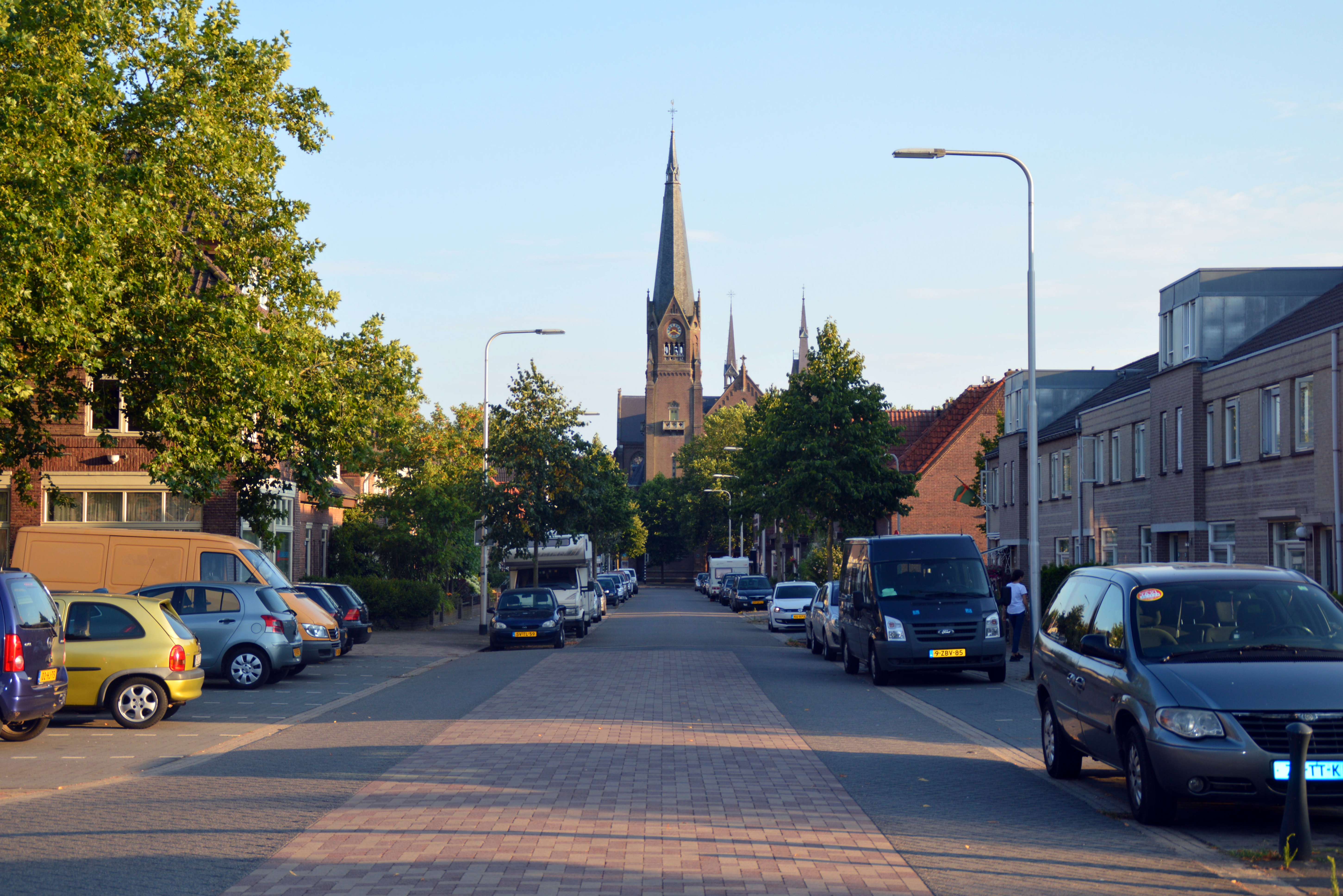
Willemsweg met zicht op de Groenestraatkerk
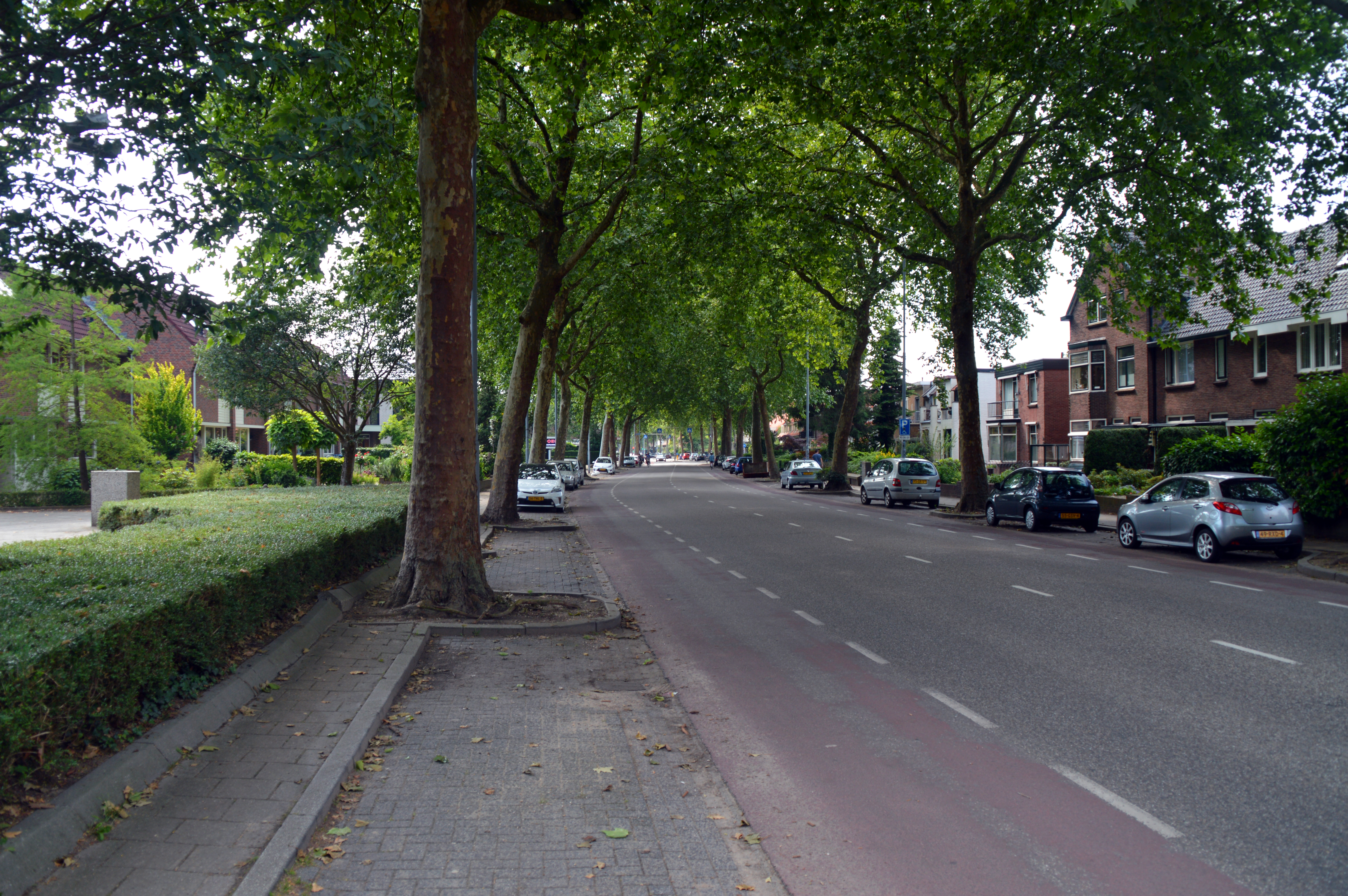
Groenestraat vanaf het oosten gezien
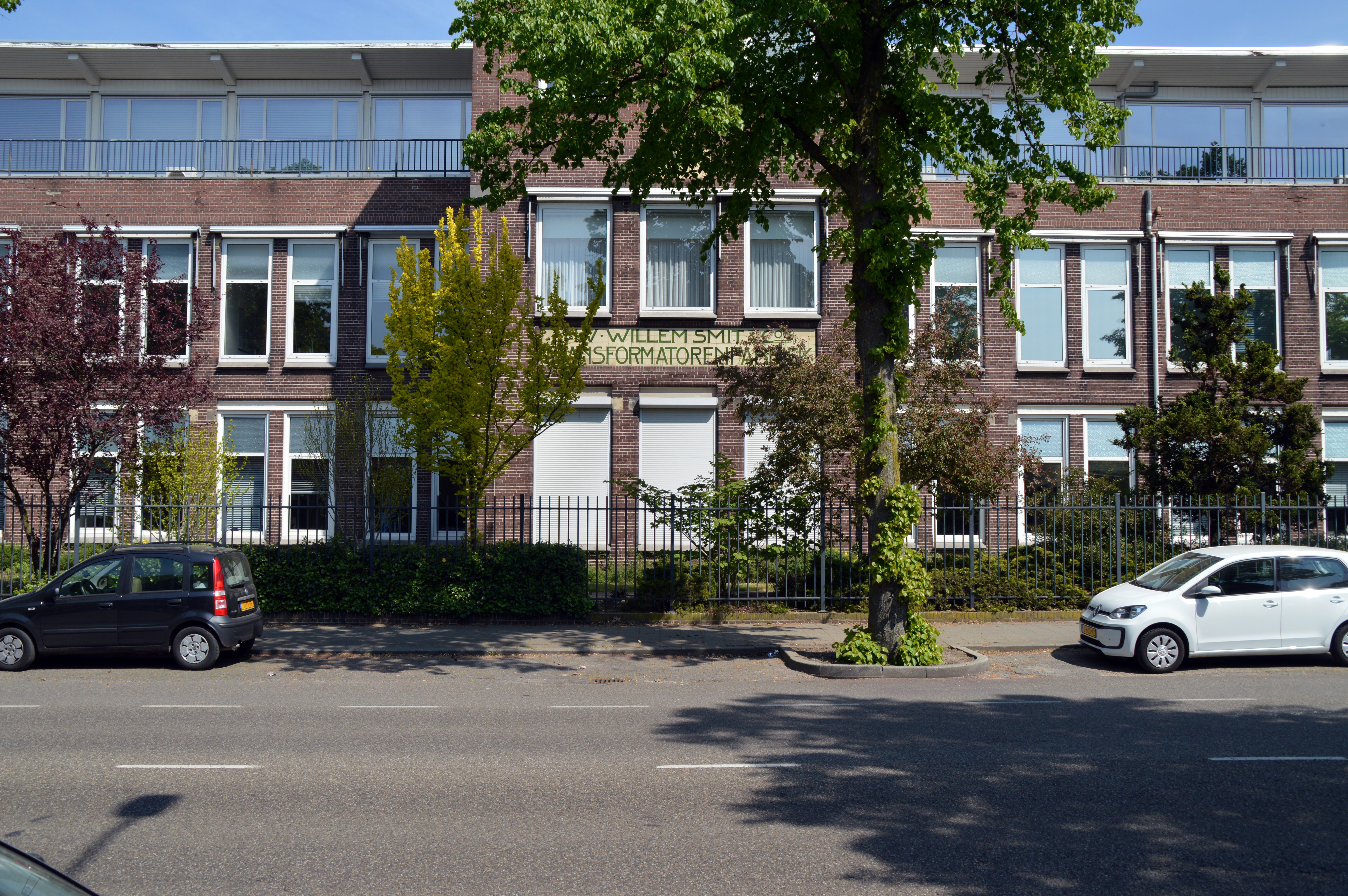
Royal SMIT Transformers B.V. aan de Groenestraat.
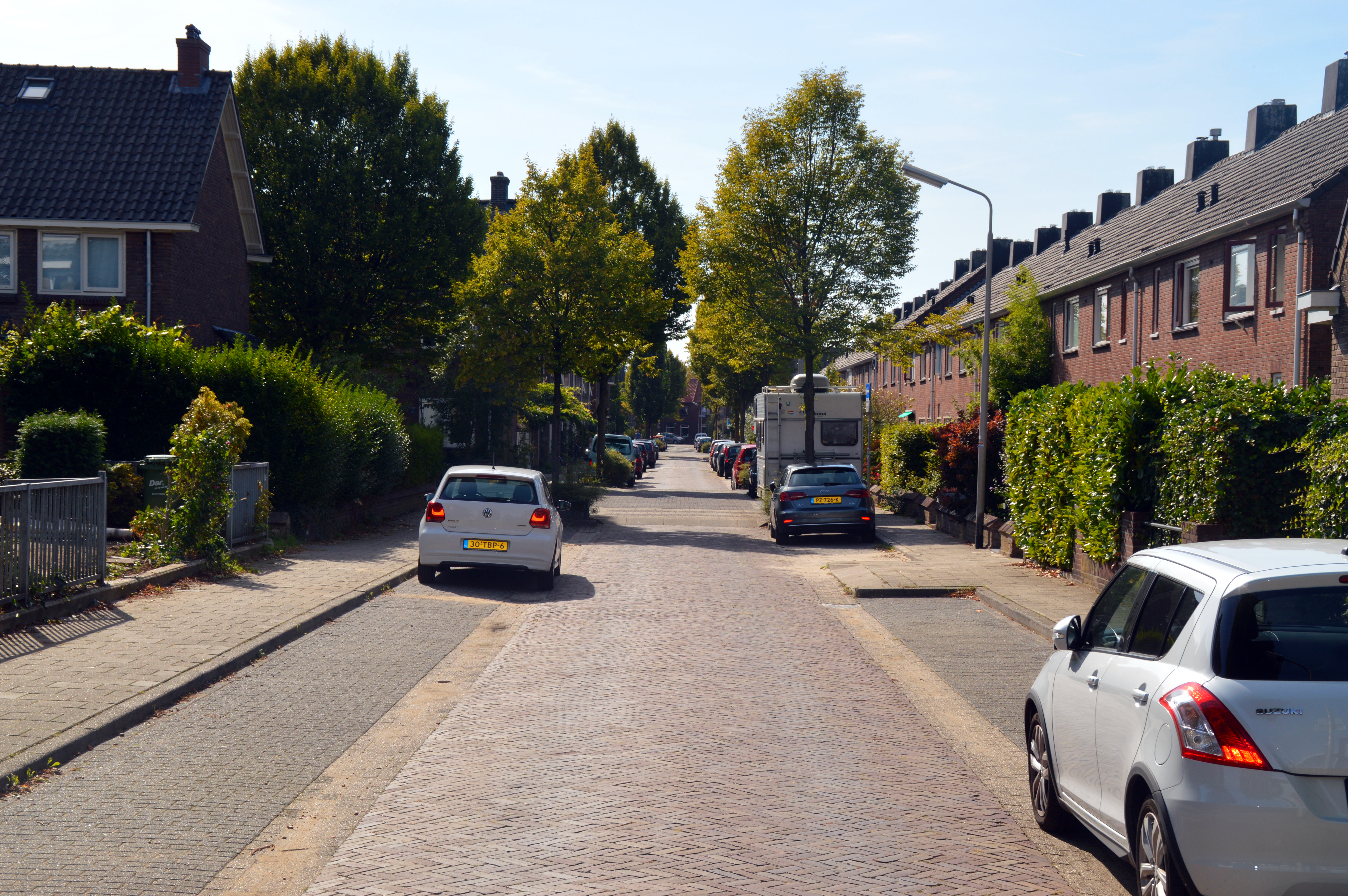
Zichtstraat